# 바다동물장기
바다동물장기(바다동물장기 아쿠아티카, AQUATIKA)는 2인 전용 추상 전략 패밀리 보드게임이다. 2016년 프랑스의 Jeux FX 사, 2017년 대한민국의 생각투자 주식회사(AURUM,inc)에 의해 한글판이 출시되었다.

## 게임 정보
움직이는 규칙을 외워야하는 말의 종류 수가 3개인데 실제로 대국시에는 더 많은 움직임을 생각해야 하는 추상전략 게임이다. 디자이너의 인터뷰에 따르면 체스를 하기 어려워하는 아이들과 성인들을 고려하되 깊이 있는 전략감을 추구했다고 한다.

## 게임의 구성
바다 동물장기의 구성은 다음과 같다.
- 바다동물 18개 (플레이어당 9개 : 대왕 문어 3개, 날치 3개, 상어 3개)
- 게임 보드판

## 목적
플레이어는 자신의 바다 동물 중 한마리를 상대방 영역의 끝에 있는 목적지로 보내면 된다.

## 게임말 이동 방법
모든 게임말은 전진, 좌우 대각선 방향 전진, 좌측 우측으로의 이동이 가능하다.
- 대왕문어 : 자신 또는 상대방의 게임말을 삼킬 수 있다. 단, 같은 대왕문어는 삼킬 수 없다.
- 날치 : 모든 게임말을 건너뛸 수 있다. 단 건너 뛰는 방향은 일정해야 한다.
- 상어 : 상대의 말을 모두 제거한다.